# Municipio de Jilotepec (Estado de México)
El municipio de Jilotepec (del náhuatl: xilotl, tepetl, c ‘jilote (elote tierno), cerro, "en el cerro de los jilotes"’) es uno de los 125 municipios del Estado de México. Se encuentra ubicado en la zona central y montañosa de dicha entidad mexicana. El municipio colinda con Polotitlán, Aculco, Timilpan, Chapa de Mota, Villa del Carbón, Soyaniquilpan y el Estado de Hidalgo. Su cabecera municipal es Jilotepec de Molina Enríquez, la localidad con mayor población.
El 27 de septiembre de 2024, fue designado dentro del programa turístico Pueblos Mágicos.

## Demografía

### Población
En el Conteo de Población y Vivienda, realizado por el Instituto Nacional de Estadística y Geografía (INEGI) en 2010, el municipio de Jilotepec tenía, hasta ese momento, un total de 83.755 habitantes; de ellos, 41.088 eran hombres y 42.667, eran mujeres.

### Localidades
El municipio de Jilotepec está integrado por 53 localidades, de las cuales sólo nueve —incluida la localidad cabecera— superan los 2.500 habitantes. La población de las localidades más pobladas, según el Conteo 2010, es la siguiente:
| Localidad                    | Población |
| ---------------------------- | --------- |
| Jilotepec de Molina Enríquez | 11 828    |
| Las Huertas                  | 3 931     |
| San Pablo Huantepec          | 3 518     |
| Canalejas                    | 3 417     |
| San Miguel de la Victoria    | 3 238     |
| Ejido de San Lorenzo         | 2 659     |
| Las Manzanas                 | 2 593     |
| La Comunidad                 | 2 589     |
| Xhimójay                     | 2 503     |
| Calpulalpan                  | 1 430     |
| Total municipio              | 83 755    |

## Toponimia
El término Jilotepec proviene del náhuatl. Los radicales son: xilotl, "jilote" (elote tierno), tepetl, "cerro", y el sufijo c, "en", y en conjunto se interpretan como: "En el cerro de los jilotes". El jeroglífico toponímico de Xilotepec, que se encuentra en el Códice Mendocino, está compuesto por la representación de un cerro y, sobre él, dos elotes con las espigas del maíz tierno.

## Historia

### México prehispánico
La primera etapa de la historia prehispánica comprendió el establecimiento de los otomíes (que significa “flechador de pájaros”), los primeros pobladores de la gran región de Xilotepec. Segh
Shejej
A
ún Jacques Soustelle, la lengua de esta comunidad pertenecía a la familia lingüística otomí-pame que, para efectos de su estudio, se dividió en otomíes, mazahuas, matlatzincas o pirindas y ocuiltecas, pames y chichimecas. La segunda etapa corresponde a la dominación azteca y la influencia de la cultura náhuatl.
En 1379, Acamapichtli, un tlatoani azteca, sometió a los habitantes de Xilotepec. Axayácatl Sexto, Supremo Señor, fue “...contra los otomíes de Xiquipilco, Xocotitlán y Xilotepec y también los vencieron... aunque fue difícil sujetar estas tres naciones por ser gente belicosísima”, según narra Fernando de Alva Ixtlixóchitl. Para la coronación de Ahuitzotl en 1487, se hizo nuevamente la guerra a los otomíes de la región de Xilotepec, quienes se distinguieron en la actividad agrícola, la alfarería y el tejido, lo que dio como resultado la destrucción de Chiapa (Chapa de Mota), y la asistencia de cientos de otomíes a la coronación del séptimo “Señor Supremo”.

### Nueva España
Al caer el Señorío Mexica y con la instauración de la Nueva España, los reacomodos administrativos y divisiones territoriales hicieron que Xilotepec fuera una de las provincias menores de la provincia mayor del dicho Señorío. 
En la división eclesiástica de la Arquidiócesis de México, Xilotepec fue una villa que contaba con doctrina y curato, administrados por religiosos franciscanos quienes, representados por los frailes Alonso de Rangel y Antonio de Ciudad Rodrigo, fueron los primeros en evangelizar el lugar. 
Juan Jaramillo, encomendero parcial de la Encomienda de Xilotepec, (pueblo ubicado al Norte del actual Estado de México, en sus límites con el Estado de Hidalgo) quien fue esposo de la famosa doña Marina, conocida popularmente como Malinche, o mejor llamada como Malintzin originalmente, al morir ella, su viudo contrajo nupcias con doña Beatriz de Andrada y Cervantes, mujer rica y distinguida de la Ciudad de México; a su vez, doña Beatriz, a la muerte de don Juan y por no tener descendencia, quedó como encomendera de Xilotepec. Cabe señalar que doña Beatriz de Andrada también destinó recursos económicos para la construcción de los edificios del Convento de San Francisco, de la Ciudad de México... esto muestra lo que sera la profunda fe religiosa de los habitantes de la Nueva España, y contribuir a la construcción de estos edificios religiosos era una forma de apoyar a la fe cristiana.
Pero también fue encomendero de los indígenas de Jilotepec el fraile franciscano y Obispo de la Ciudad de México, Fray Juan de Zumárraga, de cuyas ganancias obtenidas en la década de los 1530's por las siembras y algo de cría de ganado mayor, financió la construcción del edificio del noviciado y de la enfermería del Convento de San Francisco de la Ciudad de México, Zumárraga falleció en el año de 1548, si bien su cuerpo fue sepultado en ese convento, no existen datos sobre su ubicación.
Tiempo después, doña Beatriz contrajo nupcias con don Francisco de Velasco, medio hermano del segundo Virrey de la Nueva España, y se le adjudicaron las dos terceras partes de la Encomienda a su cargo. 
Luis de Quezada, esposo de María Jaramillo (hija de Juan Jaramillo y doña Marina) peleó la posesión de la Encomienda a Beatriz de Andrada, toda vez que María era heredera de don Juan Jaramillo al ser su única hija; el litigio llegó hasta el Consejo de Indias en España, que resolvió otorgar a cada heredero la mitad de la encomienda. 
Tiempo después, esta parte de la Encomienda, ante la falta de sucesión, pasó a Pedro Cadena hasta su extinción por la incorporación definitiva de dicha Encomienda a la Corona Española.

### Otomíes y chichimecas; las minas y el Camino Real a Zacatecas
Los otomíes y vecinos de Xilotepec fueron de gran ayuda para los españoles en la conquista y pacificación del Bajío. Ellos, junto con otros valerosos guerreros como Juan Bautista Valerio de la Cruz, combatieron contra los chichimecas y fundaron pueblos como Querétaro y Apaseo. En 1540, con motivo de la visita del virrey Antonio de Mendoza a la provincia menor de Xilotepec, se organizó una célebre “montería”, la cual gustó tanto al virrey que éste mismo propuso que se organizara otra en 1542. Poco tiempo después, se descubrieron minas en Zacatecas y luego en Guanajuato, por lo que se construye el Camino Real a Zacatecas, cuyo paradero sería Xilotepec, hoy conocido como "Camino de Tierra adentro" y considerado una de las rutas más importantes del México colonial.

### Municipios
Para fines del siglo XVIII, Jilotepec dejó de ser Alcaldía Mayor, y se convirtió en municipalidad subordinada al partido de Huichapan, comprendido dentro del distrito de Tula de Allende. Durante la Independencia de México, fueron las masas campesinas de provincia (los otomíes) quienes, armados con flechas, palos y otros instrumentos, acompañaron a Miguel Hidalgo y Costilla, a Ignacio Allende y a otros insurgentes en su ruta libertaria. Al ser erigido como estado libre y soberano, el Estado de México se dio a la tarea de reorganizarse política y administrativamente. En este proceso, Jilotepec fue separado del partido de Huichapan y se incorporó a los pueblos de Villa del Carbón, Chapa de Mota, Acambay, Aculco, San Andrés Timilpan y San Juan Acazuchitlán, e inició así su vida municipal el 11 de marzo de 1824. Al expedirse, en 1861, la Constitución del Estado de México, se confirmó la categoría política de Jilotepec como uno de los distritos del estado. De 1850 a 1878, la historia de Jilotepec registra grupos de campesinos descontentos por la explotación a la que eran sujetos. En 1860, fue escenario también de la Batalla de Calpulalpan, específicamente en San Miguel Mandó, hoy San Miguel de la Victoria, que dio el triunfo a los liberales, al mando de Jesús González Ortega, sobre los conservadores, dirigidos por Miguel Miramón; con este hecho se puso fin a la Guerra de Tres Años o Guerra de Reforma.

### Jilotepec de Abasolo y la feria anual
En 1861, por decreto número 27 y en atención a la importancia económica y social de Jilotepec, el Congreso  y la facultad para organizar una feria anual, la cual se prolongaría durante ocho días a partir de diciembre de cada año. El 28 de abril de 1872, por decreto número 7, el Congreso estableció que la Feria de Jilotepec se verificaría del 8 al 15 de diciembre de cada año. El 3 de abril de 1878, por decreto número 78, el Congreso eleva a la categoría de ciudad a la cabecera municipal, con el nombre de Jilotepec de Abasolo. Durante esta década, el municipio tuvo ampliaciones y segregaciones en su territorio, pero también en este momento inició su mejoramiento urbano, al construirse el jardín, la plaza, los portales y edificios que aún hoy conserva.

### Porfiriato y Carrancismo
Durante el régimen de Porfirio Díaz la vida social giraba en torno a los grandes hacendados del municipio; por ello, no hubo ninguna participación de la población en los asuntos políticos, sociales y comerciales. Jilotepec fue y ha sido semillero de ideólogos, entre los que destacan Andrés Molina Enríquez y Pascual Morales y Molina, abogados destacados que en el periodo revolucionario pusieron sus ideas al servicio de la causa emancipadora. Esta conducta dio lugar a que el 19 de octubre de 1915, Venustiano Carranza nombrara a este último gobernador y comandante militar del Estado de México. Durante el periodo revolucionario llegaron a Jilotepec diez mil soldados carrancistas, lo cual infundió pánico en la población; sin embargo, las propiedades y bienes de los vecinos de Jilotepec se respetaron. Al concluir la Revolución, entre 1918 y 1935, el reparto agrario dio sus primeros pasos gracias a las ideas agraristas de Molina Enríquez. La desmembración de las grandes haciendas benefició a los campesinos de 73 poblados de Jilotepec, quienes en 1941 recibieron de manos del general Manuel Ávila Camacho, en ese entonces presidente, sus títulos agrarios.

### Décadas de 1930, 1950 y 1980
A partir de la década de los treinta se da un giro en la participación de la sociedad; la escuela rural contribuye al cambio, los representantes populares acceden a cargos públicos. En la década de los cincuenta se inicia la infraestructura de servicios básicos y, con ello, la mejora de la vida de los habitantes. En 1986, el municipio de Jilotepec sustituye la voz de Abasolo por la de Molina Enríquez.

## Economía
La agricultura es herencia ancestral (el cultivo tradicional del maíz), aunque actualmente varias empresas maquiladoras han llegado a su parque industrial y han generado numerosos empleos.

## Tradición xhita
La tradición xhita es una costumbre ancestral que se realiza tradicionalmente cada año en ofrenda a los dioses para pedir una buena cosecha. Los hombres se disfrazan con cabelleras hechas con cerdas de rabos de ganado vacuno, y se adornan con grandes cuernos. Dicha tradición se inicia cuarenta días antes del miércoles de ceniza y termina el martes de carnaval.
La historia cuenta que los xhitas es una danza prehispánica de origen otomí. Al comenzar esta tradición, los otomíes se colocaban su penacho para la guerra, llamado Xhirgero o greñero, que imitaba un toro fuerte. Asimismo, silbaban su cuerno para alejar al rayo durante las lluvias; se cubrían el rostro con cueros de vaca, conejo, ardilla o zorra en forma de máscara, para así poder ver en la oscuridad y burlarse de la muerte. La vestimenta era hecha de ixtle rasgado, extraído del maguey. También usaban el chicote de ixtle para espantar a los malos espíritus. Cuando llegaban las sequías, su baile para la buena cosecha se convertía en la brazada, donde dos Xhitas se abrazan para que el maíz brotara muy pronto. Cuando terminaban de bailar, se alistaban para la guerra defendiendo sus territorios de otras tribus (brincada).
Entre 1529 y 1589, tras la conquista y durante la evangelización, Jilotepec quedó dividido en cuatro barrios: el Nenguetay, actualmente la cabecera municipal; el Deni, Xhixhata, Las Huertas y Xhisda; estos dos últimos barrios son reconocidos por su festividad de carnaval xhita, lo cual da a entender que esa festividad ya se practicaba desde antes de la llegada de los españoles. Con el paso del tiempo se fueron creando las demás comunidades que conforman hoy el municipio y algunas de ellas adoptaron dicha tradición. La festividad del carnaval se ofrece a los santos patronos de cada comunidad que práctica esta tradición; en Xhixhata se realiza en honor a la Virgen de los Remedios. Las Huertas a la virgen de Guadalupe después el Párroco lo cambio en Honor al Señor de Chalma; en Xhisda, en honor al señor de Chalma. La Madama y el Viejo son los Padres de los Xhitas; la Madama, una señora con sombrero charro, un quesquémil y unas naguas; con una canasta en la mano baila con su esposo el Viejo, el Recio, Recio, Chiquito(a), pidiendo el milagro para que la tierra dé muchos frutos.
El Viejo se distingue por su sombrero de paja, una máscara de piel, calzón de manta, a pie descalzo, abraza a su esposa y baila el famoso jarabe, y pide una buena cosecha. Los Xhitas, al ver que la madama y el viejo bailan el jarabe, dejan de silbar su cuerno y realizan la brazada y acompañan a la madama y el viejo en el jarabe.

## Turismo

### Natural
- Parque ecoturístico: Las Peñas de Dexcani es un centro de recreación turística, está localizado en la comunidad de Dexcani Alto, y se trata de un conjunto de monolitos de piedra. Es un lugar esencial para la práctica de deportes extremos principalmente escalada en roca en su modalidad escalada deportiva.

- Parque Estatal: Parque Natural "El Llano" Este Parque Ecológico se ubica a dos kilómetros del Santuario de la Virgen de la Piedrita en el Cerrito por la carretera Jilotepec Maravillas. Puedes realizar paseos familiares, caminar en medio de la naturaleza y disfrutar de los paisajes.
- Santuario del Agua y Forestal: En el 2004 fue decretado Santuario del Agua Sistema Hidrológico Presa Huapango, es una de las 90 áreas protegidas del Estado de México, creado con la idea de proteger los cuerpos de agua y la cuenca completa (cañadas, manantiales, afluentes y barrancas).
- Parques municipales: El Parque Urbano Las Sequoias es una área protegida ubicada en la cabecera municipal de Jilotepec de Molina Enríquez.
- Parque ecoturístico: Parque y Ex Hacienda Doxhicho es un espacio adecuado para acampar y realizar senderismo, asimismo es un ejemplo de la arquitectura del siglo XVII.
- Presas: El municipio de Jilotepec cuenta con varios asentamientos acuíferos como la Presa de Danxhó, Presa de Xhimojay, Presa de la Avellana (Dexcani Alto) y La taza en ojo de agua.
- Bosque de Canalejas.
- Parque de Doxicho.
- El parque de los Sabinos en San Pablo Huantepec.

En la Comunidad de Las Huertas se tiene:
La Pintura en Lienzo de La Virgen de Guadalupe
La Parroquia y sus vitrales con su arco de cantera

## Cultural

#### Casa de cultura
Casa de Cultura "Mtra. Amalia Márquez Padilla" se encuentra ubicada en la cabecera municipal, dentro del Centro Histórico.
El Museo de Jilotepec (MUJI), se encuentra ubicado en la cabecera municipal, dentro del Centro Histórico. 

#### Cine
Cine Teatro Xilotzin 

#### Bibliotecas
- Juana de Asbaje
- Rosario Castellanos
- De San Juan Acazuchitlán[8]
- Jesús González Ortega
- De La Comunidad
- Pascual Morales y Molina
- De San Miguel de la Victoria
- Refugio J. Zúñiga Cruz

## Histórico

#### Monumentos
Jardín Central, ubicado a un costado de la Plaza Manuel Ávila Camacho. Hay una fuente con el emblema del escudo nacional esculpido en bronce, un obelisco a los héroes mexicanos, un kiosco y el árbol del bicentenario, donado por el Municipio de Aculco en el 2010, en conmemoración del bicentenario de la independencia. Es el mejor lugar para admirar el Palacio Municipal, los portales, o el templo de San Pedro y San Pablo. 
Obelisco de la independencia, conmemora el Centenario de la Independencia, en cada uno de sus costados tiene una fecha de trascendencia histórica para el país.
Cruz de Dendho, esta cruz fue elaborada y colocada en este lugar por los franciscanos para los viajeros que confiaron su ser a Dios antes de realizar un viaje. Las figuras talladas son los símbolos de la Pasión de Cristo, que forman una composición armoniosa. Durante la época colonial, muchos nativos pasaban delante de la cruz y colocado piedras, porque la tradición Otomí ancestral dictaba ofrecer piedras a los dioses. De hecho, dendho significa, piedra en lengua otomí.
Petroglifos San Lorenzo Octeyuco, son uno de los vestigios de la cultura otomí, se encuentran inscritos en piedra y representan las observaciones cósmicas de los pobladores originales. 

#### Construcción Histórica
Monasterio Ortodoxo "San Antonio El Grande", pertenece a la iglesia ortodoxa antioquena.

#### Iglesias
- Iglesia de la Piedrita, localizada en la comunidad de Villa de Canalejas, es una iglesia de estilo gótico que se encuentra en la cima de un cerro. En su altar principal se encuentra una imagen de la virgen de Guadalupe, estampada en una piedra, para su veneración. Se dice que un jornalero, llamado Juan Nolasco, estaba cerrando los portillos de una cerca de piedra de una milpa cuando, al buscar la mejor forma en la que se acomodase una piedra, encontró estampada la imagen de la Virgen de Guadalupe. Cabe mencionar, que esta piedra se analizó en diferentes sitios, incluyendo Roma, y al no despintarse los pobladores decidieron construir el templo hecho de piedra y cantera.
- Iglesia de San Pedro y San Pablo, es un ejemplo de la arquitectura franciscana del siglo XVI, con una sola torre, con una fachada sin los excesos ornamentales del barroco y de una sola nave. Uno puede admirar, además el arco construido sobre la entrada, el hermoso retablo barroco, de madera cubierta con hojas de oro, con colores las escenas religiosas, el trabajo evidente de artistas nativos.

#### Intangible
Feria Regional de Jilotepec, la expo feria regional de Jilotepec, se celebra del 1 al 10 de diciembre de cada año, con diversas actividades.
Los Xhitas es un carnaval comienza cuarenta días antes del miércoles de ceniza y termina el martes de carnaval, es una combinación entre lo religioso y lo festivo, que se festeja realizando danzas prehispánicas por las calles.

## Deporte

### Centros deportivos
Unidad Deportiva Solidaridad, ofrece clases de futbol soccer, basquetbol, vóleibol, frontenis, taekwondo, cardio kick, aerobics, box, lima lama, natación y charrería.

### Medallista y deportista destacados
Pablo Garrido Lugo, Atleta olímpico en México 1968.

## Personajes ilustres
- Andrés Molina Enríquez, abogado, sociólogo y escritor, uno de los principales ideólogos de la Revolución Mexicana y cuyas ideas influyeron en la redacción final del Artículo 27 de la Constitución Política de los Estados Unidos Mexicanos.